# Turpitudes Sociales

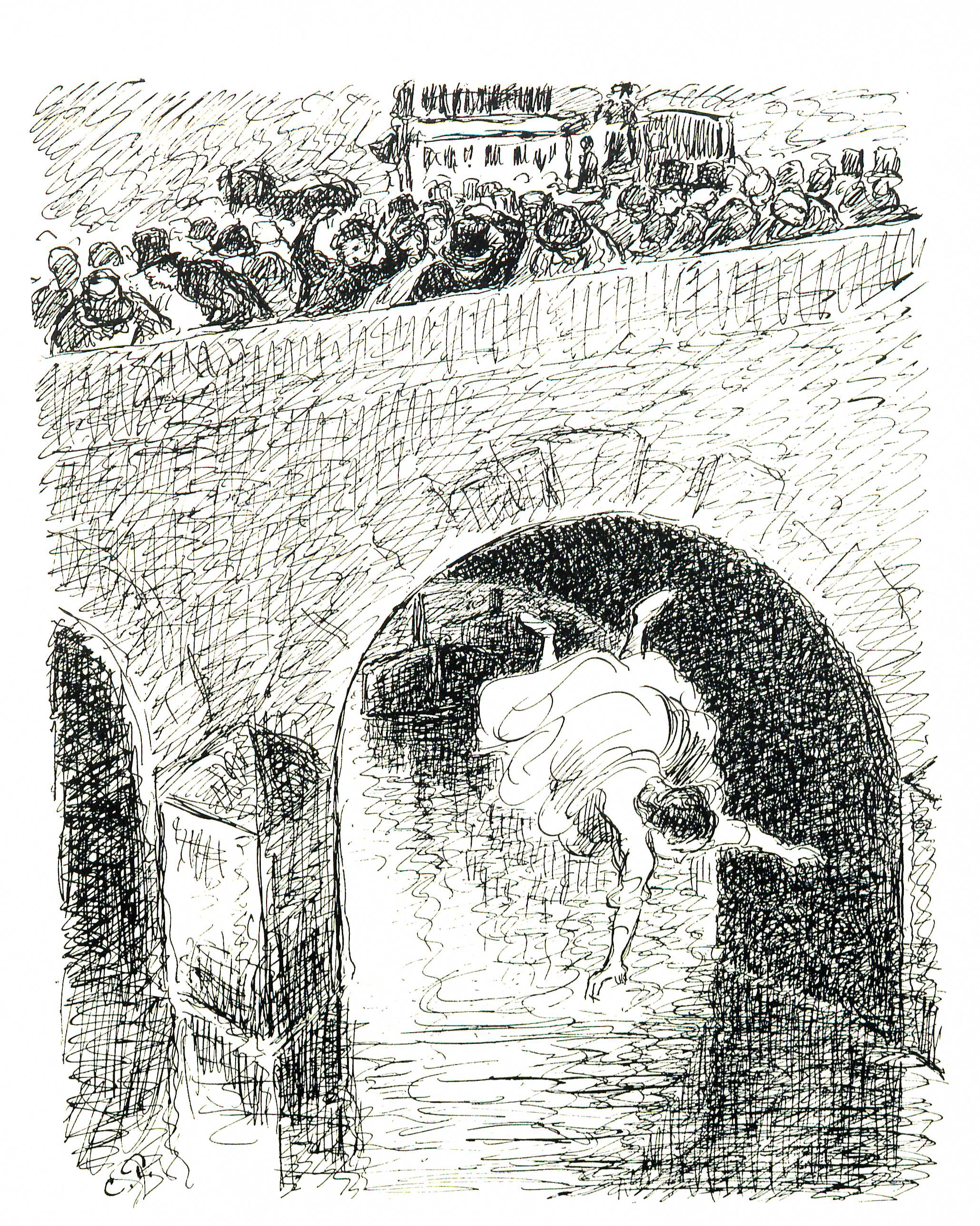
Le Suicide de l’abandonnée (Der Suizid der Verlassenen)

Turpitudes sociales (deutsch Soziale Schandtaten) ist ein Federzeichnungszyklus des impressionistischen Malers Camille Pissarro. Die 28 Federzeichnungen stellen soziale Verwerfungen, die Ausbeutung der ärmeren Bevölkerungsschichten durch Kapitalisten und deren oft hoffnungslose Lage dar.

## Hintergrund
Camille Pissarro zeigte zeit seines Lebens Interesse an seinen weniger privilegierten Mitmenschen. Schon in seinem Frühwerk in den 1850er Jahren zeichnete er bei seinen Südamerikareisen (möglicherweise als Sklaven entrechtete) schwarze Arbeiter, Marktszenen mit Indios und Gauchos. Seit den 1870er Jahren engagierte er sich auch politisch im Bereich des sozialistischen Anarchismus nach der Schule des Anarchisten und Vordenkers Pjotr Alexejewitsch Kropotkin, was letztlich auch zu seiner Überwachung und Kontrolle seiner Korrespondenz durch die französische Regierung führte.
Als 1882 Frankreich aufgrund von Missernten in der Weinbauwirtschaft durch eine Reblausepidemie in eine starken wirtschaftlichen Depression verfiel und die Arbeitslosigkeit gerade unter den Landarbeitern, die zwei Drittel der französischen Arbeiterschaft ausmachten, gravierende Ausmaße annahm, verstärkte sich sein politisches Engagement. Er trat 1889 dem Debattierclub Club de l’Art Social bei, abonnierte anarchistische Zeitungen wie Le Père Peinard, La Rèvolte, Le Prolètaire und Les Temps nouveaux und fertigte Zeichnungen für diese an. Er unterstützte diese Blätter und die Familien inhaftierter Anarchisten finanziell und schuf zahlreiche Bilder, die ungeschminkt und frei von einer Romantisierung die soziale Wirklichkeit, die harte Arbeit und das schwere Leben der Landbevölkerung darstellten.
Darüber hinaus drückte er seine Verachtung für das Pariser Bürgertum durch den Bilderzyklus Turpitudes sociales aus, der freilich aufgrund seiner Überwachung nicht zur Veröffentlichung vorgesehen war, sondern im Dezember 1889 als Lehrstück über den Horror des modernen Kapitalismus an seine Nichten Esther und Alice Isaacson schickte.

## Zeichnungen
Das Zeichnungsalbum ist in dem Ausdruck seiner politischen Einstellung einzigartig in Pissarros Werk. Die Blätter waren zu einem Konvolut gebunden, dessen Titelblatt von Pissarros ältesten Sohn Lucien entworfen wurde und die Überschrift Turpitudes sociales erhielten.
Jede Zeichnung stellte eine Szene der Unterdrückung, einer Härte oder eines Skandals dar und wurde mit einem Auszug aus anarchistischen oder literarischen Texten kommentiert. Unter anderem zeigt er die schockierenden Arbeitsbedingungen in den Fabriken, Suizide, Hunger, Armut, Trunkenheit, Ausbeutung und Gewalt. Im Gegensatz dazu kontrastiert er korrupte Bankiers, die pompöse Beerdigung eines Kardinals, die Zweckheirat wohlhabender Leute zur Vermögensanhäufung und andere Auswüchse der kapitalistischen Gesellschaft.
Die Zeichnungen sind mit Stift und brauner Tinte über Bleistiftskizzen ausgeführt und besitzen eine Abmessung von jeweils 31 × 24 cm. 22 der 28 Zeichnungen schickte er im Dezember 1889 an die Isaacsons. Die letzten sechs händigte er wahrscheinlich im Spätfrühling 1890 bei seinem Besuch der Schwestern in London persönlich aus, als er realisierte, dass ein Versand per Post zur Beschlagnahme und seiner Verhaftung führen könnte.
Die Blätter befinden sich in der Sammlung von Jean Bonna, Genf. Die Zeichnungen umfassen folgende Motive:
- Titel Turpitudes sociales

- Deckblatt: Alter Mann bĺickt auf Paris

Das Titelblatt zeigt einen älteren, bärtigen und abgerissen wirkenden Mann mit Sense, der auf Paris blickt. Das Wort Anarchie glüht über dem Eiffelturm wie die Strahlen einer aufgehenden Sonne.
- Inhaltsverzeichnis

Ein Bürger und ein Arbeiter zerren an einem Banner mit der Aufschrift TABL DES MATIF, darunter eine Übersicht der Blattnamen.
- Blatt 1: Das Kapital

Ein feister Bürger steht auf einem Podest und umklammert einen Sack voll Geld. Hunderte von Arbeiter betteln ihn an.
- Blatt 2: Die Vernunftheirat

Darstellung einer großbürgerlichen Zweckheirat zur Vermögensanhäufung vor einem Standesbeamten.
- Blatt 3: Der Tempel des goldenen Kalbs

Eine Versammlung von Großbürgern.
- Blatt 4: Die Stümper an der Börse

Drei verhärmte alte Frauen sprechen auf einem Marktplatz miteinander.
- Blatt 5: Der Suizid eines Aktienhändlers

Ein reicher Bürger liegt tot auf seinem Sofa, seine Pistole liegt auf dem Boden.
- Blatt 6: Die Beerdigung eines Kardinals

Ein pompöses Begräbnis eines kirchlichen Würdenträgers mit zahlreichen Trauergästen.
- Blatt 7: Knechtschaft im Arbeitshaus

Ein feister Aufseher dreht seinen Rücken hart arbeitenden und teilweise auch reglos am Boden liegenden ausgemergelten Zwangsarbeitern zu.
- Blatt 8: Sklaven bei ihrer Mahlzeit

Drei sitzende Sklaven bekommen von einem vierten eine Flüssigkeit eingeschenkt.
- Blatt 9: Das Gefängnis von Saint Honoré

Zahlreiche sitzende Frauen bei der Zwangsarbeit im Gefängnis.
- Blatt 10: Der erhängte Millionär

Ein Mann hängt an einer Straßenlaterne in einer Gasse. Eine Leiter lehnt an die Hauswand.
- Blatt 11: Jean Elend

In einer dunklen Gasse liegt unter einer Laterne eine ausgemergelte Gestalt.
- Blatt 12: Die Erstickung

Eine Frau und zwei Kinder liegen tot in einem Bett. Ein Kohleofen (Kohlenmonoxidvergiftung) steht davon.
- Blatt 13: Der Suizid einer Verlassenen

Eine Frau stürzt sich von einer belebten Flussbrücke
- Blatt 14: Kein Brot mehr

In einer kahlen Dachkammer sitzt eine verzweifelte Frau. Zwei Kinder betteln ihren Vater um Essen an.
- Blatt 15: Als nächstes Nichts

Eine Menschentraube vor einer öffentlichen Speisung.
- Blatt 16: Das Elend mit dem schwarzen Hut

Im Licht einer Straßenlaterne gehen eine gebückte Frau und ein gebückter Mann mit schwarzem Zylinder durch die Dunkelheit.
- Blatt 17: Die stagnierende Kunst

Ein dick gekleideter Maler sitzt in seinem Atelier kauernd vor einer Staffelei.
- Blatt 18: Sophies Wahl

Ein junges Mädchen ohne Schuhe steht in demütiger Haltung vor einem Schreibtisch, hinter dem ein älterer gutgekleideter Mann sitzt.
- Blatt 19: Der Bettler

Ein Mann mit einem Kind bettelt auf der Straße, dahinter ein Lebensmittelgeschäft mit voller Auslage.
- Blatt 20: Der Todeskampf

Drei Männer treten und würgen einen Bürger.
- Blatt 21: Die belohnte Tugend

In einem Lokal berühren zwei Männer an zwei Tischen jeweils vertraulich eine junge Frau. Eine Frau mit Kleinkind im Arm steht vor den Tischen.
- Blatt 22: Kleine Szene aus dem Eheleben

Ein Mann zieht eine Frau an den Haaren durch einen Raum. Dabei schwingt er einen Stock über sich.
- Blatt 23: Die Trunkenbolde

Zwei Alkoholisierte torkeln aus einem Weinlokal.
- Blatt 24: Vor dem Unfall

Ein Anstreicher sitzt auf einem von Seilen gehaltenen Sitzbrett an hohen Hausfassade. Auf dem Nachbarhaus arbeiten ebenfalls ungesichert Dachdecker auf dem Dach.
- Blatt 25: Nach dem Unfall

Zwei Männer schleppen eine Trage durch eine Straße mit zahlreichen Zuschauern. Die Person auf der Trage ist mit einem Tuch abgedeckt.
- Blatt 26: Das Krankenhaus

Zahlreiche aufgereihte Betten in einem Hospital mit zahlreichen Kranken bei einer Visite.
- Blatt 27: Der Leichenzug des armen Mannes

Eine Leichenkutsche fährt durch eine menschenleere Straße.
- Blatt 28: Der Aufstand

Kämpfer mit Fahne und Gewehren auf einer Barrikade.
- Rückseite mit Titel Turpitudes sociales